# Piranha (jeu vidéo)
Pour les articles homonymes, voir Piranha (homonymie).
Piranha est un jeu vidéo de type shoot 'em up développé par D-Designs et édité par Expert Software, sorti en 1996 sur DOS.

## Accueil
- PC Team : 80 %[1]